# ワフー酋長
ワフー酋長（ワフーしゅうちょう、英語: Chief Wahoo）は、MLBのクリーブランド・インディアンスで2018年まで使用されたマスコットキャラクターである。

## 概略

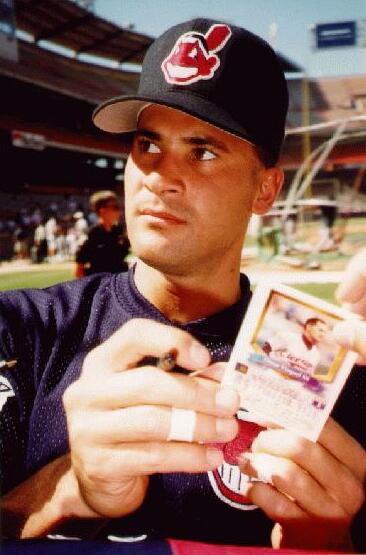
インディアンスの選手（オマー・ビスケル）の帽子や胸に飾られた「ワフー酋長」の意匠

「ワフー酋長」はインディアンの漫画キャラクターであり、オハイオ州のプロ野球球団「クリーブランド・インディアンス」がチーム･マスコットとして登録している商標である。
合衆国では20世紀に入り、プロ・アマのスポーツ競技が盛んになるにつれ、スポーツチームがこぞって「レッド・スキンズ」、「ウォリアー」、「ブレーブス」などといった、インディアン民族をイメージしたチーム名や、マスコットを採り入れた。「ワフー酋長」は、こうした「インディアン・マスコット」の1つとして「クリーブランド・インディアンス」が採用したキャラクターである。「インディアンス」のチーム名は、1915年から公式使用されている。
「Baseball Reliquary」の公式サイトによると、クリーブランド球団が1915年にチーム名を「ナップス」から「インディアンス」に変えたのは、その2年前に物故したルイス・ソカレキスに因んだものであり、チーム名も「ワフー酋長」も、ルイスに敬意を示すものだという。
キャラクターとしては、ステレオタイプなインディアン民族の男性の漫画化した図柄であり、「真っ赤な顔」に「鷲鼻」、「垂れた目」をし、「羽根つきのヘアバンド」を着けて「白い歯を剥きだし」、ニタニタ笑う「にやついた顔」をしている。球場の看板に使われた絵柄では左打者である。「ワフー」の意味はよくわからないが、ステレオタイプなインディアンのイメージとしての「叫び声」などとして解釈される。「ワフー酋長」のキャラクターは、1947年にユニフォームの袖章に登場したのが初出で、以来、球団によって使用が続けられていた。

## インディアンによる廃止変更要求
「特定の民族を、動物並みに球団のマスコット･キャラクターとして使用する」という「インディアン・マスコット」の典型として、この「ワフー酋長」のキャラクターは長年にわたり、「アメリカインディアン国民会議」（NCAI）や、多数のアメリカインディアンの団体、個人からの廃止要求に晒され続けている。「全米黒人地位向上協会」（NAACP）や、「米国市民権委員会」もこの要求に賛同している。
「インディアン民族のスポーツチームの名称やマスコットでの使用」とその廃止要求運動は、各界多数のインディアンが「インディアン戦争」と位置付けている問題である。
1972年、当時、インディアン権利団体「アメリカインディアン運動」（AIM）のクリーブランド支部代表を務めていたラッセル・ミーンズらが、「ワフー酋長の意匠はインディアンの伝統を卑しめている」として、チーム名の変更と、ワフー酋長の使用廃止を求め、大規模な抗議デモを本拠地球場前で行った。さらにラッセルらは、これらチーム名、マスコット使用をインディアン民族に対する人種差別であるとして、インディアンス球団に対して900万ドルの損害賠償訴訟を起こした。
ラッセルはこの訴訟の中で、球団に対して「私は、あなたたちに呪いをかける。あなたたちは、決してワールドシリーズに勝つことはない。それはあなたたちの業だ」との抗議声明を行った。この抗議と訴訟は、インディアンスのファンの猛反発を呼んだ。ラッセルの許にはインディアンスのファンからの嫌がらせの手紙が殺到し、その中の何人かは、アメリカインディアンに対する民族浄化を主張していた。あまりの嫌がらせのひどさに、ラッセルは「クリーブランド・インディアンセンター」の所長を辞任せねばならなかった。
1992年、「AIM」はヴァーノン・ベルコートが中心となり、「インディアン・マスコット」根絶のための全国組織「スポーツとメディアにおける人種差別の全国連合」（NCRSM）を結成。シャーリーン・テッタース、スーザン・ショーン・ハルジョといった女性インディアン運動家も、「インディアン・マスコット」根絶に向け、連携体制をとって全米に抗議運動を展開し始めた。シャーリーン・テッタースは、「インディアンにとって酋長は高い尊敬を受ける立場であり、このようなにやついた顔で見世物にされるような存在ではない」と「ワフー酋長」を激しく批判している。
1994年、「インディアンス」の新球場「ジェーコブス・フィールド」完成に合わせ、反「ワフー酋長」を掲げた大規模デモが、球場周辺で決行された。ヴァーノン・ベルコートたちインディアン抗議者はワフー酋長のマスコット人形を燃やして抗議し、ヴァーノン他4人のインディアンがクリーブランド警察によって「加重放火」の罪で逮捕された。
1998年、「連合メソジスト派協会」の「東オハイオ会議」が「ワフー酋長」の非難決議の採決を行ったが、2／3の過半数の反対によって却下された。
1999年10月7日、クリーブランド、ボストン間でのア・リーグ地区決勝戦に合わせ、ジェーコブス・フィールドで抗議デモが行われる。
2000年、クリーブランド市長ミッチェル・ホワイトは、すべての市有財産からの「クリーブランド・インディアンス」のロゴの撤廃を議会提案した。市長と側近たちは、「チームが使用している“赤い顔をした”、“鉤鼻の”アメリカ・インディアンの描写は、不快な人種差別主義の象徴であり、市有財産にふさわしくない」とし、「行政は人種的、民族的ステレオタイプの特徴付けに、常に敏感なものです」と表明した。この声明に対し、「クリーブランドAIM」のロバート・ロシュは「提案されたこの政策は、長年の悲願である」とコメントし、対するインディアンスはコメントを避けた。
この年5月、クリーブランドで開催された「連合メソジスト派協会」の代表は、「インディアンス」のオーナーに「攻撃的な意匠」を削除するよう申し入れ、「以後、こういったインディアン・マスコットが存在する都市で、会議を開かない」と決定した。宗教団体の姿勢変化の背景には、黒人のキリスト系団体からの非難の声の高まりがあった。シオン山バプティスト教会のラリー・メーコン師は、この「ワフー問題」に関して、「我々はこれが、我々の兄弟であるインディアンの差別的な肖像であり、彼らに対する攻撃であると感じた。私はこれを非常に重要な問題であると思っている」とコメントしている。
これを受けてクリーブランドの「ウェスタン・リザーブ長老会」は、「インディアン・マスコット」を使用しているスポーツ・チームに対して、新しい意匠を採用するよう促すことを決議。さらに長老会派の信者に、インディアンを否定的にステレオタイプ化した製品を買わないよう申し入れた。11月には、オハイオ司教教区が「ワフー酋長」の廃止要求と、教会の信者に対してインディアンスの意匠製品の不買を求める決議を採択した。宗派のアリソン・フィリップス師は、「報復の嫌がらせへの恐れは別として、異なった宗教団体が、道徳的な問題に立ち向かうために、最終的にまとまった」とコメントした。
2002年4月24日、クリーブランドの地元新聞「CityNews」紙の発行者であるジェームズ・クロスビーが、インディアンの主張に賛同し、デモ抗議に加わった。
2005年5月19日、米国最高裁判所は、「AIM」のヴァーノン・ベルコートらの「1994年にワフー酋長の人形を燃やした抗議に対する市警察の逮捕は、憲法修正第1条の言論の自由の侵害である」とする告訴を却下した。オハイオ州最高裁判所はすでに、ヴァーノンらに不利な裁決を下していた。ヴァーノンは地元紙『The Cleveland Plain Dealer』のインタビューに対し、こうコメントしている。
2018年1月29日、クリーブランド・インディアンスは2018年シーズンをもってワフー酋長のロゴの使用を中止することを発表した。

## 『WaWHO? Nothing is Sacred』
2006年10月に、オハイオ大学の「複合文化プログラム」で、「インディアン・マスコットが社会に与える負の影響」をテーマにした映画の製作者を集めたシンポジウムが開かれ、地元の映画監督、デニス・アトキンスも出席した。
デニス・アトキンスは、「インディアン・マスコット」を題材にしたドキュメンタリー映画、『WaWHO? Nothing is Sacred』を制作した映像作家であり、自身もインディアンである。この作品には、「ワフー酋長」と「インディアンス」に抗議する、多数のアメリカインディアンと人権活動家が出演している。アトキンス監督は次のように述べている。
「ワフー酋長はアメリカインディアンを人間以下のように見せており、アメリカインディアンは怒っている。それは本当に組織的な人種差別だと感じさせるものであり、それが彼らがワフーを嫌う理由だ」
このドキュメンタリー映画の中で、多数の反「ワフー」活動家が、「この球団の名称とマスコットが、アメリカインディアンに対する人種差別を恒久化している」と指摘している。出演者の一人、エレン・ベアードは、チーム名とマスコットが不公平な固定観念を進めるとコメントしている。彼女は「ワフー酋長」を指して、このドキュメンタリーの中でこう抗議している。
「このマスコットの着けている赤い鷲の羽は、戦争で負傷した人に与えられる典型的なものです。この意匠はアメリカインディアンの文化を嘲るものです。野球の試合は、戦争ではありません。あなたは、組織的な人種差別によって、これに耳を傾けようとしていません。」
多くの人々が、「インディアンスやワフー酋長を擁護する人々は、このことが何を意味するか理解していない」と指摘している。アトキンス監督は、実際にそういった人々が、「チーム名や意匠がアメリカインディアンの文化を守っている」と主張すると言い、「無知が侮辱として使われており、実際それはあなたが何も知っていないということを意味しています、社会の多くは、まるで無知です。」とコメントしている。この映画の中で、白人の男性はまさにそのようなコメントを行っている。「たくさんのファンが、この（ワフーの刺繍された）帽子を被るたびに、彼らがアメリカインディアンに敬意を表していることになるんだよ、それだけのことなんだよ」
ラッセル・ミーンズは、ドキュメンタリーの中で、1972年にクリーブラント・インディアンスを訴えた際に、多数の嫌がらせや脅迫を受けたことを証言している。結局、訴訟は示談となっている。ラッセルは「野球のゲームがなぜそこまでの憎しみを生みだすことが出来るのか、理解できない。私はそのことで家を襲ったりしていない。　我々は単に、人間として扱われることを望んでいるだけなのに」と述べている。
アトキンス監督は、「人々はしばしばスポーツに関して熱心過ぎる」、とし、チーム名とマスコットの変更要求に対して、「スポーツ・ファンは、個人的に彼ら（インディアンの抗議者）を攻撃すればするほど、チームとの強い一体感を抱いている」としていて、「ドキュメンタリーは教育にはならない。今のところ、何も変わらなかった。それは会社の利益の問題だ。結局、チームがワフー酋長を使い続ける理由の1つは金の問題だろう」と述べている。球団がワフーの意匠で売り上げる年間収入は2000万ドル以上と見積もられているのである。